# Chiloglanis productus
Chiloglanis productus is een straalvinnige vissensoort uit de familie van de baardmeervallen (Mochokidae). De wetenschappelijke naam van de soort is voor het eerst geldig gepubliceerd in 2006 door Ng & Bailey.